# 노인정신의학
노인정신의학(Geriatric psychiatry)은 노인의 신경변성, 인지 장애 및 정신 장애를 연구, 예방 및 치료하는 의학의 한 분야이자 정신의학의 하위 전문 분야이다. 하위 전문 분야로서의 노인 정신 의학은 노인 의학, 행동 신경학, 신경 정신 의학, 신경학 및 일반 정신과의 전문 분야와 상당히 겹친다. 노인 정신의학은 정의된 학습 커리큘럼과 핵심 역량을 갖춘 정신과의 공식 세부 전문 분야가 되었다.

## 질환
- 치매
  - 알츠하이머병
  - 혈관성 치매
  - 파킨슨병
- 뇌졸중, 다발성 경화증으로부터의 신경정신병적 합병증
- 생명 후기 질병
  - 우울증
  - 불안장애
  - 양극성 장애
  - 조현병
  - 인격장애
- 의료 정신 장애
  - 섬망
  - 긴장증

## 같이 보기
- 노인의학